# Галльська імперія
Галльська імперія (лат. Imperium Galliarum) — в сучасній історіографії назва для відокремленої частини Римської імперії, яка фактично функціонувала як окрема держава у 260–274 р. н. е. Це державне утворення виникло під час Кризи III століття, коли ряд римських воєначальників і аристократів оголосили себе імператорами і взяли під свій контроль Галлію і сусідні провінції, не маючи намірів завоювати Італію або інакше захопити центральний римський адміністративний апарат.
Імперія була заснована римським генералом Постумом в 260 році н.е. внаслідок варварських вторгнень і нестабільності в Римі. Спочатку до її складу були включені території Германії, Галлії, Британії і на деякий час Іспанії. Після вбивства Постума в 268 році Галльська імперії втратила значну частину своєї території, але продовжувала існування під приводом цілого ряду імператорів і узурпаторів. Її підкорив римський імператор Авреліан після битви при Шалоні в 274 році н.е.

## Історія

### Утворення держави
Завоювання Галлії Римською республікою тривало півтора століття: почавшись з підкорення її Цизальпійської частини (території між рікою Рубікон і Південними Альпами) ще перед Другою Пунічною війною. Воно продовжилась підкоренням в кінці II століття до н. е. середземноморського узбережжя між Альпами та Піренеями і завершилось в роки консулату Гая Юлія Цезаря, коли протягом 58—50 рр. до н. е. були завойовані Аквітанія, Кельтика і Белгіка. Цизальпійська Галлія була приєднана до Італії у наступному десятилітті, а Трансальпійська Галлія — за Октавіана Августа, що сприяло романізації місцевих кельтських племен, особливо активній після набуття в 212 році за імператора Каракалли римського громадянства всіма вільними жителями імперії.
Період політичної нестабільності, який почався з вбивства в 211 році імператора Септимія Севера, призвів до воєнних зіткнень між претендентами за престол і ослаблення влади в ряді територій, де активізувався місцевий сепаратизм, та покордонні, яке зазнало іноземних вторгнень — на східні провінції нападали перси, на Дакію, Мезію і Малу Азію — готи, на Італію — алемани, на Галлію — алемани і франки.
В умовах хаосу, який охоплював країну, коли в 260 році в сасанідському полоні загинув імператор Валер'ян, а його син і наступник Галлієн саме воював на Балканах, намісник римських провінцій Нижня і Верхня Германія Марк Латиній Постум відмовився підкоритись синові Галієна 18-річному августу Салоніну, залишеному батьком командувачем усіма римськими військами вздовж рейнського покордоння, — проголошений військами імператором, Постум взяв в облогу Колонію Агриппіни (нині — Кельн, Німеччина), захопивши яку, 12 квітня 260 року стратив Салоніна і його радника, преторіанського префекта Сильванія.

### Розквіт
Влітку-восени 260 року Постум був визнаний імператором практично в усій Галлії, а до весни наступного року — в Британії та Іспанії. Обравши столицею Колонію Агриппіни, він за римським зразком сформував законодавчі та виконавчі органи влади, кілька разів обирався консулом, взяв титул Великого понтифіка і розпочав карбування власних золотих, срібних і мідних монет. Сам германець за походженням, Постум до 263 року розбив алеманів, франків, ютунгів і відновив мир та порядок у провінціях вздовж Рейну, отримавши титул Великого переможця германців. Незважаючи на безумовну владу над величезною територією на заході Європи, Постум не виказував жодних намірів проголосити створення незалежної держави чи захопити Рим і усунути від влади імператора Галлієна, який всі ці роки був змушений вести боротьбу з іншими узурпаторами і війну з готами. Незважаючи на те, що у 263 і 265 рр. Галієн здійснив дві невдалі спроби здолати Поступа, у 268 році той не підтримав бунт начальника римських військ в Медіолані (нині — Мілан, Італія ) Авреола, що відкривало б йому шлях у Цизальпійську Галлію.
1 січня 269 року Постум вп'яте був обраний консулом, але війська у Верхній Германії вчинили проти нього заколот і у Могонтіаці (нині — Майнц, Німеччина) проголосили імператором легата Леліана. Хоча за кілька місяців їх виступ був придушений, а Леліан — страчений, Потсуму не вдалось взяти під контроль обурені забороною грабувати місто війська і він був убитий заколотниками.

### Занепад
Після смерті Постума Галльська імперія почала занепадати. Римський імператор Клавдій Готський відновив римську владу в Галлії Нарбоненсі і частинах Галлії Аквітанія, і є деякі докази того, що провінції Іспанії, які не визнавали подальших галльських імператорів, міг перебрати тоді Рим. 
Марій був проголошений імператором після смерті Постума, але помер дуже скоро; Стародавні джерела, які писали набагато пізніше, стверджували, що він панував лише два дні, хоча це, швидше за все не відповідає дійсності, як це показано в нумізматичних записах — він панував принаймні кілька місяців. Згодом до влади прийшов Вікторін, який був визнаний імператором на півночі Галлії і Британії, але не в Іспанії. Вікторін проводив більшу частину свого правління, займаючись повстанцями і намагаючись відвоювати галльські території, взяті Клавдієм Готським. Він був убитий в 271 році, але його мати Вікторія взяла під свій контроль його війська і використала свою владу задля впливу на вибір його наступника. З підтримкою Вікторії Тетрик I був обраний імператором і був визнаний в Британії і частинах Галлії, які все ще контролювалися Імперією. Тетрік відбив германських варварів, які почали плюндрувати Галлію після смерті Вікторіна, і зміг знову захопити Галлію Аквітанія і західну Галлію Нарбоненсі, тоді як римський імператор, Авреліан, брав участь у підкоренні імперії королеви Зенобії на сході. Він заснував імператорський двір в Августі Треверорум (сучасний Трір, Німеччина), і в 273 році він підняв свого сина, Тетрика II, в чин кесаря. Наступного року молодший Тетрік був зроблений спів-консулом, але імперія стала слабкою від внутрішньої боротьби, включаючи заколот на чолі з узурпатором Фаустіном. На той час Авреліан розгромив Пальмірське царство та мав наміри відновити контроль над Заходом. Він прибув до Галлії і переміг Тетрика в битві при Шалоні в 274 році. 
Згідно з деякими джерелами, Тетрик запропонував здатися в обмін на помилування для нього і його сина до битви. Ця деталь може бути пізнішою вигадкою, але так чи інакше, Авреліан був переможцем, а Галльська імперія фактично припинила своє існування. На відміну від його святкування недавньої поразки Зенобії, Авреліан не представив свого підкорення Галлії як перемогу над іноземним ворогом, і справді багато чиновників, які служили в армії і адміністрації галльської імперії, продовжували свою кар'єру — зокрема і Тетрик, який був призначений на адміністративну посаду в Італії.

## Причини
Галльська імперія була ознакою фрагментації влади під час Кризи III століття. Також було прийнято представляти автономні тенденції в західних провінціях, в тому числі протофеодальні тенденції серед галльського землеволодільного класу, чия підтримка іноді вважалася основою сили галльської імперії і взаємодії між ними. Сила римських інституцій і зростаюче значення провінційних проблем. Одним з головних завдань Постума як імператора було, очевидно, захист німецьких кордонів; у 261 р. він відштовхував змішані групи франків і аламанів, щоб утримувати рейнські липи в безпеці (хоча землі за межами верхнього Рейна і Дунаю повинні були бути відкинуті варварам протягом декількох років). При цьому Постум позиціонував себе не тільки як захисник і реставратор Галлії, але й захисник римського імені.
Узурпація влади над Британією і північною Галлією від Караусія тільки через двадцять років відображає тривалу тенденцію, за якою місцеві відданості від аристократії та погіршення морального стану легіонів дозволили Караузіусу захопити владу у Британії. Легіони після 408, багато британців бажали локалізованої римської влади, а не націоналістичного повстання. Прагнення до римського порядку та інститутів цілком сумісно з певним національним або регіональним сепаратизмом.

## Список галльських імператорів
Галльські імператори відомі насамперед з монет, які вони викарбовували. Політичну та військову історію галльської імперії можна охарактеризувати через кар'єру цих імператорів. Їх імена такі :
- Постум (260—268 рр.)
- Леліан (268 р.), узурпатор
- Марій 268 р.
- Вікторин (268—270 рр.)
- Доміціан II (271 р.), узурпатор
- Тетрик I (270—274 рр.)
- Тетрик II (274 р.), син Тетрика I; цезар

Територія Римської імперії під час Кризи ІІІ століття:

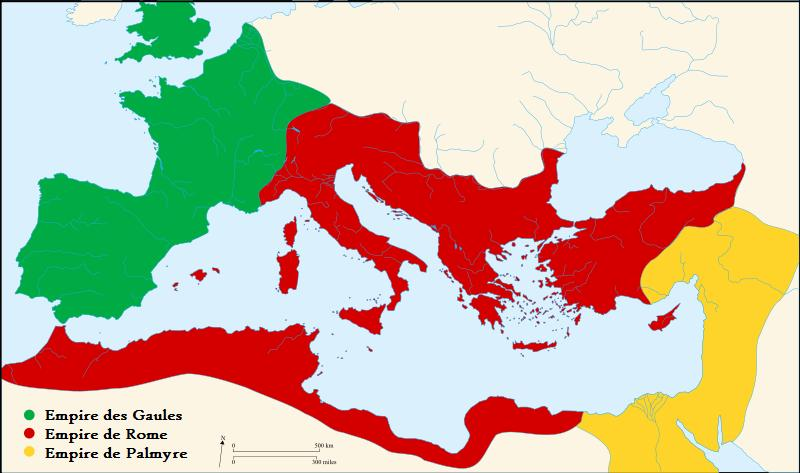
260 рік
271 рік